# Slavko Avsenik junior

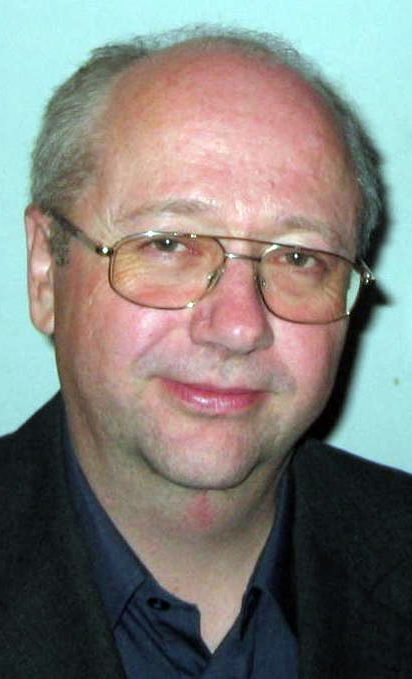
Slavko Avsenik, Jr. (2006)

Slavko Avsenik, Jr. (* 9. April 1958 in Ljubljana) ist ein slowenischer Komponist, Jazzmusiker (Piano, Synthesizer) und Musikproduzent.

## Leben
Avsenik, der Sohn des Kapellmeisters Slavko Avsenik, spielte ab dem sechsten Lebensjahr Klavier und erhielt, seit er zehn Jahre alt war, Unterricht auf der Trompete, um sich dann aber doch auf das Klavier zu konzentrieren. 1981 schloss er sein Instrumentalstudium an der Musikhochschule Graz mit Diplom in Jazz-Piano ab, die weiterführenden Studien am Berklee College of Music 1985.
Ab 1987 war er als Produzent in Österreich bei KOCH International und dann in Deutschland bei Ariola BMG tätig. Ab 1991 arbeitete er als Produzent bei Helidon in Slowenien. Ab dieser Zeit arrangierte er auf sechs Alben für die Jungen Original Oberkrainer die Musik seines Vaters. Die Titel „Auf der Autobahn“ und „Trompetenecho“ produzierte er zudem mit dem Popduo M4M als „Senorita Margerita“ und „Lolypop Baby“. Weiterhin komponierte er und produzierte Theater- und Filmmusiken, schrieb aber auch Kinderlieder. Zudem arbeitete er als Keyboarder mit der Jazzrock-Band Oddelek 8, mit Tone Janša und mit der Band Laibach, für die er sechs Alben produzierte.

## Filmografie
- 1988: Opus Films: Remington
- 1990: The Wind in the Network
- 1992: Heart Lady
- 1993: Moran
- 1993: A Tale of Awakening
- 1994: Traveling Božidar Jakac
- 1995: Dogged
- 1995: Used Fresco
- 1996: Felix
- 1998: The Abyss
- 1998: Socialization of a Bull
- 1999: Faces of the Green River
- 2000: Hop, Skip and Jump
- 2004: In the Kingdom of Marmots

## Preise und Auszeichnungen
- 1993 Prix Župančičeva